# Trupanea pteralis
Trupanea pteralis är en tvåvingeart som beskrevs av Agarwal, Grewal et al. 1989. Trupanea pteralis ingår i släktet Trupanea och familjen borrflugor. Inga underarter finns listade i Catalogue of Life.